# فوكس إنجن
فوكس إنجن (بالإنجليزية: Fox Engine) هو محرك ألعاب متعدد المنصات تم تطويره بواسطة كوجيما برودكشنز لاجل استخدامه في الألعاب المستقبلية للفريق. المحرك ممصم من أجل الجيل القادم من ألعاب الفيديو. تم الكشف عنه من قبل كونامي في 3 يونيو، 2011. تطوير المحرك بدء بعد الانتهاء من ميتال غير سوليد 4: غنز أوف ذا بتريوتس مع هدف صنع «أفضل محرك في العالم».
المحرك سيسمح لكوجيما برودكشنز بتطوير ألعاب متعددة المنصات مع تقصير كبير للوقت اللازم لتطويرها وتم وصفه بأنه أول خطوة للمطور للأبتعاد عن التطوير لمنصة واحدة. تمت تسمية المحرك على أسم FOX، وهي وحدة عسكرية خيالية من سلسلة ميتال غير، حيث هو أيضا انعكاس لكوجيما برودكشنز نفسها، التي أعتمدت شارة وحدة FOX كشعار لها.

## ألعاب تستخدم فوكس إنجن
| عنوان                            | سنة             | منصات                                                                   | نوع             |
| -------------------------------- | --------------- | ----------------------------------------------------------------------- | --------------- |
| برو إفولوشن سوكر 2014            | 2013            | ميكروسوفت ويندوز، بلاي ستيشن 3، إكس بوكس 360                            | رياضة           |
| ميتال غير سوليد: جراوند زيروز    | 2014            | بلاي ستيشن 3، إكس بوكس 360، بلاي ستيشن 4، إكس بوكس ون، ميكروسوفت ويندوز | أكشن تجسس       |
| ميتال غير سوليد 5: ذا فانتوم بين | 2015            | بلاي ستيشن 3، إكس بوكس 360، بلاي ستيشن 4، إكس بوكس ون، ميكروسوفت ويندوز | أكشن تجسس       |
| Project Ogre                     | يعلن عنها لاحقا | يعلن عنها لاحقا                                                         | يعلن عنها لاحقا |
| سايلنت هيل بي.تي.                | 2016            | بلاي ستيشن 4                                                            | رعب             |
| برو إفولوشن سوكر 2015            | 2015            | بلاي ستيشن 3، إكس بوكس 360، بلاي ستيشن 4، إكس بوكس ون، ميكروسوفت ويندوز | رياضة           |
| برو إفلوشن سوكر 2016             | 2015            | بلاي ستيشن 3، بلاي ستيشن 4، إكس بوكس 360، إكس بوكس ون، ميكروسوفت ويندوز | رياضة           |
| برو إفلوشن سوكر 2017             | 2016            | بلاي ستيشن 3، بلاي ستيشن 4، إكس بوكس 360، إكس بوكس ون، ميكروسوفت ويندوز | رياضة           |
| برو إفلوشن سوكر 2018             | 2017            | بلاي ستيشن 3، بلاي ستيشن 4، إكس بوكس 360، إكس بوكس ون، ميكروسوفت ويندوز | رياضة           |
| برو إفلوشن سوكر 2019             | 2018            | بلاي ستيشن 4، إكس بوكس ون، ميكروسوفت ويندوز                             | رياضة           |